# Ордубадское медресе
Ордубадское медресе — медресе XVIII века, расположенное в историческом центре города Ордубад. Одно из немногочисленных зданий на территории Азербайджана, сохранивших особенности ранней архитектуры и дошедших до наших дней.

## История
Строительство различных медресе на территориях, где исповедовался ислам, началось в период правления Аббасидов, и было широко распространено в XII веке. Комплексы медресе обычно строились вместе со зданиями мечетей. Мечети медресе в большинстве случаев также играли роль пятничных мечетей (Джума-мечеть). В некоторых случаях они строились рядом с уже существующими пятничными мечетями, создавая при этом комплекс. В качестве примера можно привести комплексы, созданные при пятничных мечетях в городах Гянджа и Шемаха.
Ордубадское медресе, являвшееся одним из известных образовательных очагов своего времени, как и в других исламских государствах, было построено рядом с большой Джума-мечетью, расположенной в центре города. Медресе расположено в 100 метрах к северу от мечети. Финансирование и содержание медресе осуществлялось за счёт вакуфа.
Длительное время в медресе размещалось управление шелководства. Медресе подверглось некоторым дополнениям, но всё же сохранило свой первоначальный вид. По мнению исследователей, это медресе является единственным сохранившимся до наших дней примером классического медресе в Северном Азербайджане.
Из надписи над входной дверью медресе становится ясно, что оно было построено в период правления сефевидского правителя Шаха Солтана Хусейна (1694—1722) под руководством лиц, занимавших важные посты в государственном аппарате. Медресе играло важную роль в социально-политической жизни города Ордубад. Согласно «Подробной книге Нахчыванского санджака», в 1727 году, когда эта книга была составлена, медресе получало в качестве пожертвования по 15 агдже (денежная единица) в месяц от 30 лавок, работавших в городе, половину дохода хамама Текне (9 тысяс агдже), 4800 агдже — от пристани в Ордубаде. В книге также приводятся суммы ежемесячных выплат, которые выдавались учителям, ученикам и работникам медресе. Ряд видных личностей средневековья, бывших уроженцами Ордубада и известных под псевдонимом «Ордубади», получили образование именно в этом медресе. Медресе функционировало до установления советской власти в Нахчыване в 1920 году.
2 августа 2001 года медресе придан статус недвижимого памятника истории и культуры странового значения.

## Надпись
Надпись на голубой глазури, выполненная жёлтой краской внутри каймой, почерком насталик над входным проёмом здания медресе, впервые была прочтена кандидатом технических наук, членкором Национальной Академии наук Азербайджана Г. Сафарли, затем членкором НАНА М. Нематом. Часть надписи со временем была повреждена и не сохранилась. Текст сохранившейся третьей строки на арабско-персидском языке, следующий: 

«…Так как затраты на строительство священного здания требуют смелости, высокопоставленный, уважаемый захир ад-довле Мухаммед Ибрагим во имя укрепления веры в Аллаха, науки, культуры, образования и армии незамедлительно создал медресе в Ордубаде… Эту надпись написал Мухамад Исмаил ал-Абд ан-Насири. Постройка этого прекрасного здания закончена при содействии и наблюдении Хаджи Мухаммеда и Хаджи Салиха б. Абида — даватдара» (даватдар — носитель чернильного прибора владыки). 

На другой надписи, написанной внутри каймы во второй строке, имеется дата — 1126 год хиджры.

## Архитектурные особенности
План медресе Ордубада отражает основную особенность сооружений подобного типа. Здесь мы видим замкнутый четырехугольный двор с помещениями, размещёнными по всем четырём сторонам двора. Во двор ведёт один вход со стороны северного фасада. Спокойный ряд стрельчатых арочных ниш на фасаде, отделённых друг от друга простыми выступами — лопатками. В центре фасада размещён высокий, простой по своему убранству портал.
Основным композиционным средством явилось противопоставление сравнительно небольших арочных ниш крупному порталу. Декоративные средства не применены. Такое построение фасада соответствует внутренней структуре помещений, расположенных с этой стороны. Каждая стрельчатая ниша соответствует одному из внутренних помещений.
Небольшие комнаты, расположенные со стороны главного входа в один, а с противоположной — в два этажа, по всей вероятности, были жилыми худжрами (комнатками, кельями) студентов духовной школы. Более крупные помещения, расположенные по обоим концам двора налево и направо от входа, предназначались для занятий. 
Медресе Ордубада — яркий пример решения архитектурной задачи не декоративными, а объёмно-пространственными средствами. Пользуясь единственным строительным материалом — кирпичом, зодчий-строитель добился значительной выразительности своего сооружения.
В архитектуре двухэтажной части медресе прослеживаются особенности, присущие азербайджанскому зодчеству XVII—XVIII веков. Размещение перед худжрами стрельчатых балконов приводит к формированию двухъярусной галереи. А. Саламзаде отмечает сходство такого архитектурного решения с архитектурой караван-сараев, которая была широко распространена в Азербайджане в то время. Н. Багирбекова же отмечает, что подобные двухъярусные галереи можно встретить в двухэтажном караван-сараев в Ичеришехер. Внутри здания нет помещения, которое можно было бы использовать в качестве мечети.

## Реставрация
На 2024 год запланирована реставрация медресе.